# Steinsdorf
Steinsdorf è una frazione del comune di Weida in Turingia, in Germania.
Già comune autonomo è stato incorporato nel comune di Weida a partire dal 1º gennaio 2013.